# Olivares' smaragdkolibrie
De Olivares' smaragdkolibrie (Chlorostilbon olivaresi) is een vogel uit de familie Trochilidae (kolibries).

## Verspreiding en leefgebied
Deze soort is endemisch in zuidoostelijk Colombia.